# Keshav Dutt
Keshav Chandra Dutt (ur. 29 grudnia 1925 w Lahaur, zm. 7 lipca 2021 w Kolkacie) – indyjski hokeista na trawie. Dwukrotny złoty medalista olimpijski.
Brał udział w dwóch igrzyskach (IO 48, IO 52), na obu zdobywając złote medale. Na dwóch turniejach rozegrał łącznie osiem spotkań.